# 29214 Apitzsch
29214 Apitzsch (tên chỉ định: 1991 TL6) là một tiểu hành tinh vành đai chính. Nó được phát hiện bởi Freimut Börngen và Lutz D. Schmadel ở Đài thiên văn Karl Schwarzschild tại Đức ngày 2 tháng 10 năm 1991. Nó được đặt theo tên Rolf Apitzsch.